# Willibrorduskerk (Steenderen)
De Willibrorduskerk is een rooms-katholieke kerk in de Nederlandse plaats Steenderen. De kerk is gebouwd in de jaren 1862 tot en met 1864 naar ontwerp van H.J. Wennekers en kreeg als patroonheilige Willibrord. Wennekers had een kerk ontworpen met neoromaanse en neogotische invloeden. De slanke toren bestaat uit vier geledingen, waarbij in de middelste twee geledingen rondboogvensters zijn aangebracht. Bovenop is een ingesnoerde naaldspits aangebracht. In de zijgevels zijn, afgewisseld door steunberen, gebrandschilderde glazen aangebracht, die in de gevel worden bekroond door lisenen. In het priesterkoor is in 1978 een altaar aangebracht naar ontwerp van Friedrich Wilhelm Mengelberg. In de kerk is daarnaast een orgel aanwezig van de firma Verschueren.
De kerk is aangewezen als gemeentelijk monument.